# Аборты в Норвегии
Аборты в Норвегии разрешены по желанию женщины до 12-й недели беременности. Между 12-й и 18-й неделями искусственное прерывание беременности (аборт) разрешено по заявлению, одобренному комиссией по абортам. После 22-й недели беременности аборт не разрешён.
3 декабря 2024 года стортинг принял закон, увеличивающий срок аборта по желанию женщины до 18-й недели беременности.
Борьба за право на аборт по желанию женщины занимает центральное место в норвежском феминистском движении.

## Уровень абортов в 2023 году
Уровень абортов оставался исторически низким в течение нескольких лет, но начал расти в 2022 году. В 2023 году в Норвегии произведено 12 814 абортов, что на 6,7 % больше, чем в 2022 году. Коэффициент абортов на 1000 женщин репродуктивного возраста (15–49 лет) вырос с 9,9 на 1000 женщин в 2022 году до 10,4 в 2023 году. Коэффициент абортов среди подростков (15—19 лет) на 1000 женщин вырос с исторического минимума в 4,4 в 2020 году до 5,9 в 2023 году.
В 2023 году 95,2 % были абортами по желанию женщины, а 83,7 % абортов — до 9-й недели беременности. В 2023 году 56,3% абортов до 10-й недели совершены вне больницы (самостоятельные).
С 2008 года большинство абортов по желанию женщины — медикаментозные. С момента внедрения этого метода в 1998 году наблюдается постепенный рост. В 2023 году 94,4 % абортов по желанию женщины — медикаментозные.
Заявления, отклонённые комиссией первой инстанции, передаются в апелляционную комиссию в больницу Уллевол Университетской больницы Осло.
В 2023 году было зарегистрировано 610 абортов по решению комиссии, что составляет 4,7 % от всех абортов, и 607 из них были разрешены в комиссии первой инстанции. Большинство абортов, рассматриваемых комиссией, были разрешены из-за риска врождённых аномалий плода.
С 2006 года статистику абортов ведёт Норвежский институт общественного здравоохранения (FHI). До 2006 года за статистику отвечало Центральное статистическое бюро Норвегии.

## История
По Норвежскому закону, принятому при короле Кристиане V в 1687 году, аборт карался смертной казнью.
По первому Уголовному кодексу, принятому в 1842 году, наказанием за аборт было лишение свободы на срок до 6 лет.
За декриминализацию абортов во время Первой мировой войны выступала Катти Анкер Мёллер (1868—1945). Кампанию в межвоенный период продолжила её дочь, общественный деятель Тове Мор (1891—1981), врач по профессии.
В 1960 году принят и в 1964 году вступил в действие закон, который разрешил аборты по заявлению, одобренному комиссией из двух врачей. Аборты по социальным показателям не разрешались. Подать заявление самостоятельно женщина не могла, это мог сделать только врач от её имени.

Доля зачатий, завершившихся абортом, в Норвегии

С 1965 по 1974 год количество легальных абортов выросло с 3000 до 15 000 в год, затем стабилизировалось.
Альтернативой были аборты в Великобритании, разрешённые законом 1967 года.
Перед парламентскими выборами 1973 года Рабочая партия и Социалистическая левая партия (SV) включили аборты по желанию женщины в свою программу. В сумме они получили минимальное большинство, 78 из 155 мест в стортинге. Однако Отто Хёуглин (1942—2012) от SV до выборов высказался против абортов по желанию женщины. В октябре 1974 года закон, разрешающий аборты по желанию женщины, отклонен 78 голосами против 77.
В 1974 году создано движение за аборты по желанию женщины, которое возглавила Анне Энгер, член Партии Центра.
Весной 1975 года был принят новый закон, который не разрешил аборты по желанию женщины. В знак протеста против закона подал в отставку епископ Борга Пер Лённинг (1928—2016).
По результатам парламентских выборов 1977 года Рабочая партия и SV снова получили минимальное большинство, 78 из 155 мест в стортинге. При этом Отто Хёуглин не был переизбран.

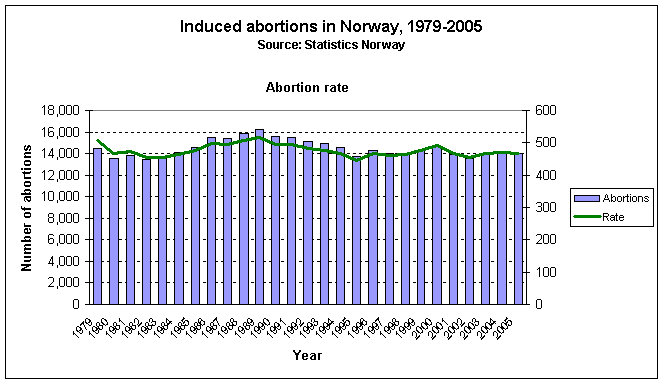
Количество абортов в Норвегии в 1979—2005 годах

Весной 1978 года стортинг принял существующий закон, который разрешил аборты по желанию женщины до 12-й недели беременности.

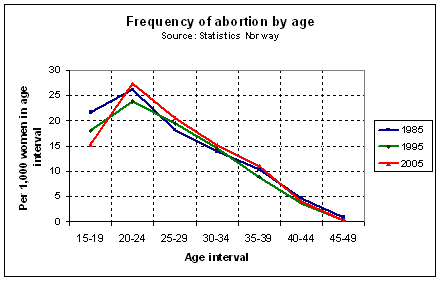
Число абортов на 1000 женщин репродуктивного возраста (15—49 лет) по возрастным группам в 1985, 1995 и 2005 годах в Норвегии

Суммарный коэффициент абортов – интегральный показатель, не зависящий от возрастного состава женщин, – составил в 2016 году 0,38 аборта в среднем на одну женщину репродуктивного возраста (15—49 лет), а коэффициент абортов на 1000 женщин среди подростков (15–19 лет) — 7,6.
3 декабря 2024 года стортинг принял закон, который разрешает аборты по желанию женщины до 18-й недели беременности. Закон поддержали Рабочая партия, SV, «Красные», «Венстре», Партия зелёных (MDG), которые в сумме имеют 80 мест. Партия Центра, «Хёйре» и Партия прогресса разрешили своим представителям голосовать по собственному усмотрению. Против закона единогласно выступила Христианская народная партия (KrF). Поддержали закон 138 депутатов, проголосовали против — 31.

## Действующее законодательство
Женщины имеют право на аборт по собственному желанию до конца 12-й недели беременности, то есть 12 недель после первого дня последней менструации.
Между 12-й и 18-й неделями аборт разрешен по заявлению, одобренному комиссией по абортам. Комиссия принимает во внимание риск для физического или психического здоровья женщины, тяжелую жизненную ситуацию или серьезные врождённые дефекты плода.
После 18-й недели беременности аборт может быть разрешен только при наличии особо веских причин, например, если существует опасность для жизни женщины или в случае очень серьёзных врождённых дефектов плода.
После 22-й недели беременности аборт не разрешён, поскольку плод считается жизнеспособным вне матки.
Право медицинского персонала воздерживаться от абортов по соображениям совести закреплено законом.

## Новое законодательство
Женщины имеют право на получение консультации врача и информацию независимо от того, решают ли они прервать или завершить беременность. Женщины, перенесшие аборт, также имеют право на повторную консультацию врача.
Женщины имеют право на аборт по собственному желанию до 18-й недели беременности.
Уменьшение количества плодов при многоплодной беременности определяется как аборт, и женщина имеет право решать, следует ли уменьшать количество плодов до 18-й недели беременности, в пределах, допустимых с медицинской точки зрения.
Между 18-й и 22-й неделями аборт может быть разрешен по заявлению, одобренному комиссией по абортам.
Комиссии по абортам возглавляются врачом, имеют дополнительного члена с опытом работы в области здравоохранения или социальной работы и одного члена с опытом работы в области права. Женщины составляют большинство в комиссии. Член комиссии должен обладать юридической дееспособностью.
Участие беременной женщины в комиссии должно быть добровольным.
Ввиду запрета на дискриминацию лиц с ограниченными физическими возможностями, состояние здоровья плода само по себе не должно служить основанием для разрешения аборта. Не состояние само по себе, а то, что оно будет означать для беременности, рождения, воспитания и ухода за ребенком, может стать основанием для прерывания беременности после 18-й недели беременности.
После 22-й недели беременности аборт не разрешён, поскольку плод считается жизнеспособным вне матки.
Право медицинского персонала воздерживаться от абортов по соображениям совести закреплено законом.